# Oto Luthar

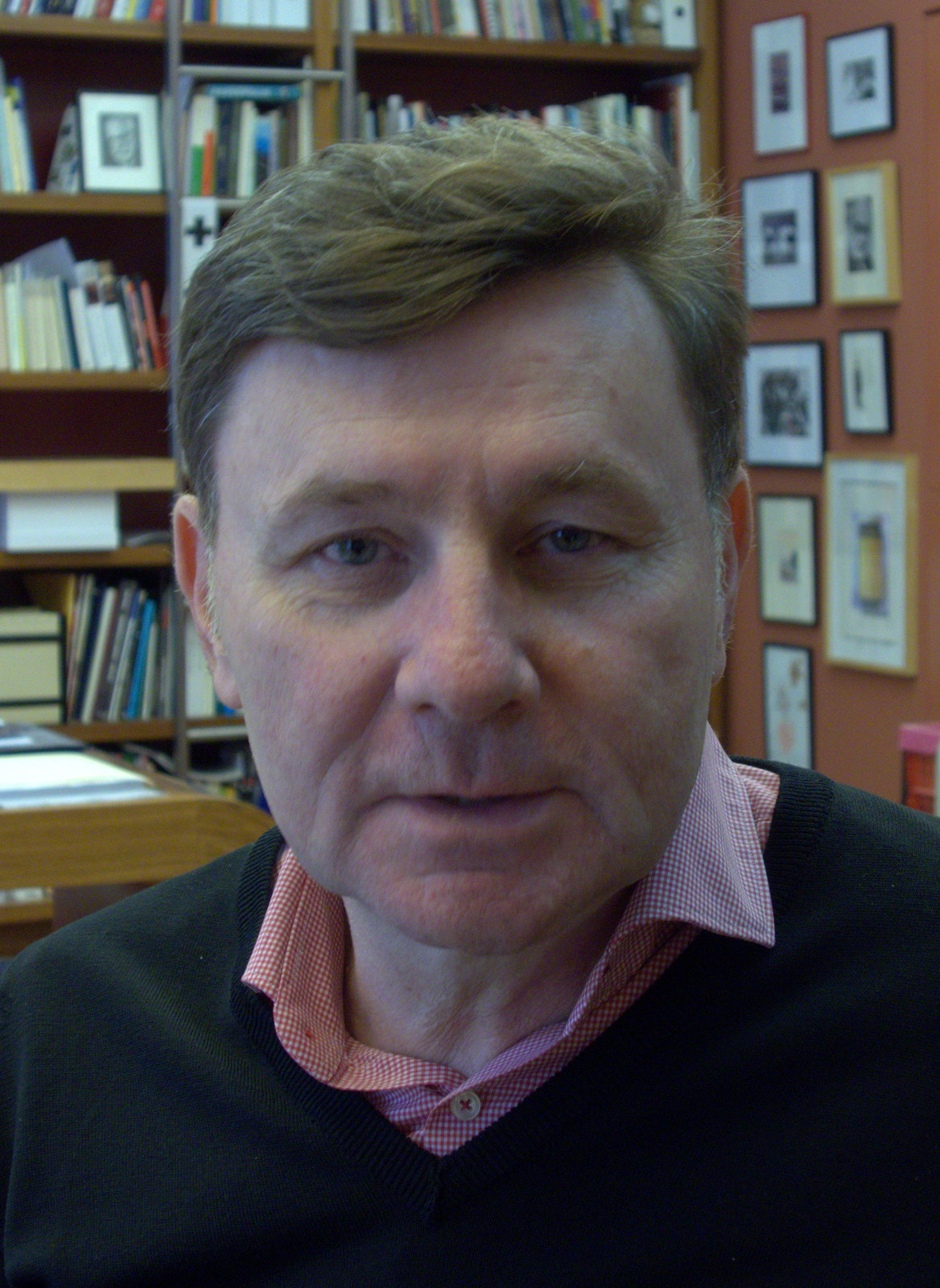
Oto Luthar (2018)

Oto Luthar (* 11. August 1959 in Murska Sobota, Jugoslawien, heute Slowenien) ist ein slowenischer Historiker.
Er studierte an der Universität Ljubljana, wo er 1992 promovierte. Seit 1992 ist er Direktor des Wissenschaftlichen Forschungszentrums der Slowenischen Akademie der Wissenschaften und Künste. Daneben lehrte er an der Pädagogischen Fakultät der Universität Maribor. 1999/2000 hatte er eine Gastprofessur an der Yale University.

## Werke
- »Niemand im Westen kann sich vorstellen, wie sehr wir gelitten haben.« Selbstdarstellung und Darstellung des Anderen in Mitteleuropa und im Balkanraum, in: Michael John u. Oto Luthar (Hrsg.), Un-Verständnis der Kulturen. Multikulturalismus in Mitteleuropa in historischer Perspektive, 1997, ISBN 3-85013-510-1, S. 131–146
- (mit Breda Luthar): Historische Darstellung oder/als Vergangenheitspolitik? Zur Entstehung einer radikalen Umdeutung der Kriegs- und Nachkriegsgeschichte Sloweniens, in: Zeitgeschichte, Jg. 33.2006, S. 135–146
- (als Herausgeber): The land between. A history of Slovenia, 2008, ISBN 978-3-631-57011-1
- (als Herausgeber): The Great War and memory in Central and South-Eastern Europe, 2016, ISBN 978-90-04-31268-5
- (als Herausgeber): Of Red Dragons and Evil Spirits. Post-Communist Historiography between Democratization and New Politics of History, 2017, ISBN 978-963-386-151-6
- (als Herausgeber, mit Heidemarie Uhl): The memory of guilt revisited. The Slovenian post-socialist remembrance landscape in transition, 2019, ISBN 978-3-8471-1007-1

## Auszeichnungen
- 2011: Österreichisches Ehrenkreuz für Wissenschaft und Kunst